# Fredia
Fredia is een geslacht van vlinders van de familie van de grasmotten (Crambidae), uit de onderfamilie van de Glaphyriinae. De wetenschappelijke naam en de beschrijving van dit geslacht werden voor het eerst in 1961 gepubliceerd door Hans Georg Amsel. 
Dit geslacht is monotypisch, dat wil zeggen dat het maar één soort heeft namelijk Fredia tchahbaharia Amsel, 1961, die ook de typesoort is.